# Unione Sportiva Città di Palermo 2009-2010
Questa voce raccoglie le informazioni riguardanti l'Unione Sportiva Città di Palermo nelle competizioni ufficiali della stagione 2009-2010.

## Stagione
(Maurizio Zamparini)

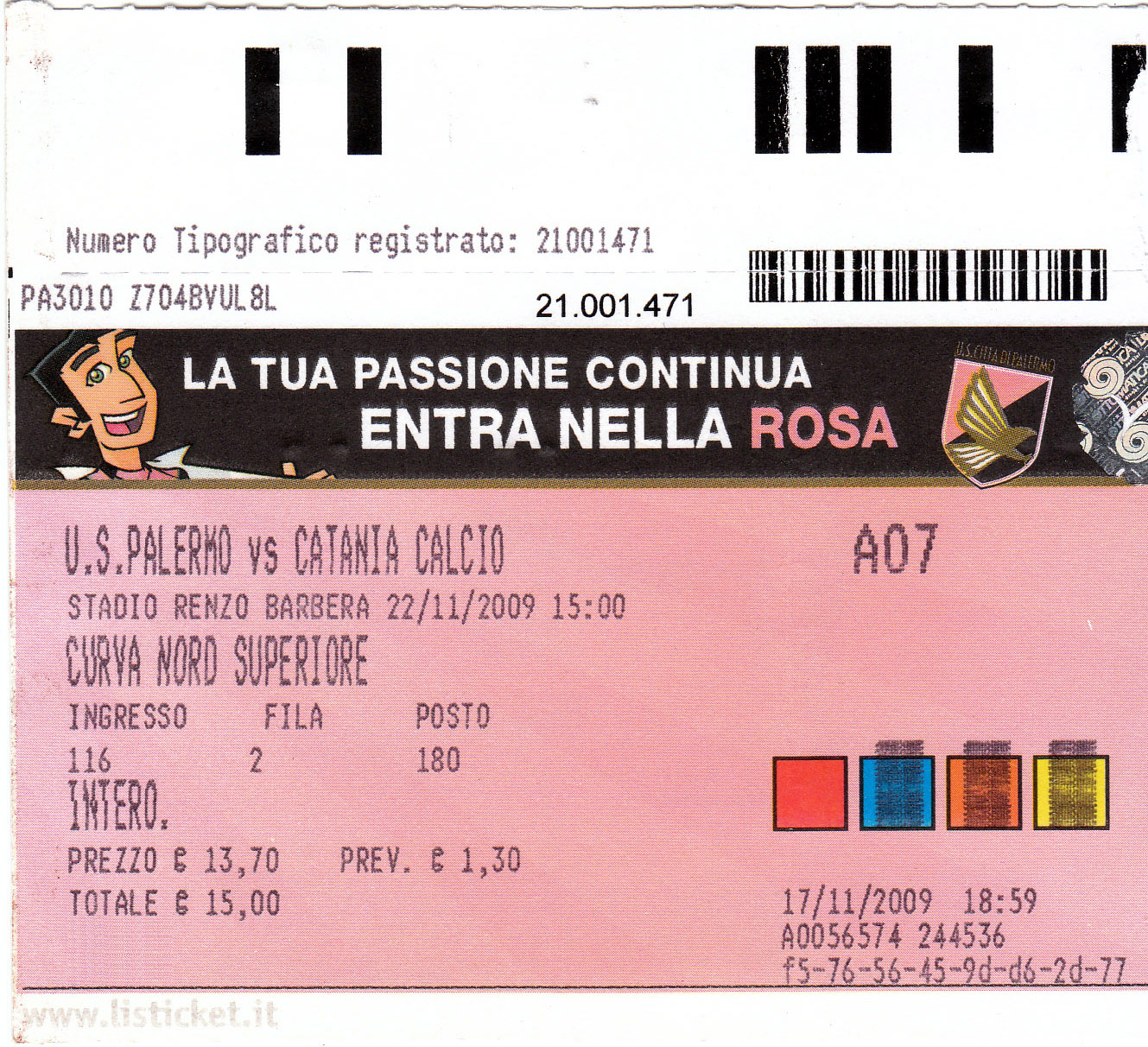
Biglietto della partita Palermo-Catania (1-1) del 22 novembre 2009, derby valevole per la 13ª giornata di campionato.

Il nuovo allenatore per questa stagione è Walter Zenga, che si porta Massimo Pedrazzini come vice, mentre la società si arricchisce di una nuova figura, il Direttore Generale Mathias Greiner.
La preparazione atletica inizia il 9 luglio 2009 a Sankt Veit an der Glan (Austria), seguendo la tradizione degli ultimi anni. Sotto la nuova guida tecnica sono state giocate 6 amichevoli con squadre delle serie minori austriache, tutte vinte con un totale di 29 gol fatti e 4 reti subite.
La seconda parte del ritiro è stata fatta come di consuetudine a Bad Kleinkirchheim, sempre in Austria, nella quale sono state giocate tre amichevoli (anche tutte queste vinte) contro Denizlispor (1-0), Rad Belgrado (3-2) e Pordenone (5-0). Il 2 agosto c'è stata l'ultima seduta di allenamento. Fabrizio Miccoli, con 7 reti realizzate, è stato il miglior marcatore del ritiro.
L'8 agosto, in occasione della presentazione della squadra, viene allestito un triangolare con le spagnole Siviglia e Maiorca nell'ambito del "1º Torneo Win Win Palermo - Trofeo Provincia Regionale di Palermo". La compagine rosanero ha vinto la prima partita da 45' contro il Siviglia (1-0, rete di Miccoli) e perso quella contro il Maiorca (0-2) a cui è andato il trofeo. In questa seconda partita l'attaccante pugliese ha riportato un trauma distorsivo-contusivo al ginocchio sinistro, che non gli ha comunque impedito di essere il grande protagonista della prima partita ufficiale della stagione, ovvero il Terzo turno di Coppa Italia contro la SPAL (4-2), nel quale ha realizzato una doppietta; le altre reti sono state segnate da Fábio Simplício e Edinson Cavani.
Il campionato inizia sulla stessa falsariga di quello precedente: risultati positivi in casa (nella fattispecie la vittoria per 2-1 sul Napoli alla prima giornata) e risultati negativi in trasferta (sconfitta di misura contro la Fiorentina per 1-0 alla giornata numero due).
A mercato chiuso, e dopo aver trovato squadra anche a molti calciatori Campioni d'Italia con la Primavera, un articolo de La Gazzetta dello Sport ha fatto evincere che la società rosanero è al nono posto di una speciale classifica che tiene conto del monte stipendi totale, il quale ammonta a 30 milioni di euro; inoltre, grazie alla presenza in rosa di molti giovani, la squadra è stata paragonata a quella inglese dell'Arsenal, che ha tratto dalla presenza di giovani giocatori in squadra la propria fonte per i successi dei primi anni del 2000.
Durante la prima sosta per le partite di qualificazione ai Mondiali della Nazionale italiana, scende in campo la Primavera rosanero Campione d'Italia in carica, a contendersi la Supercoppa italiana 2009 contro il Genoa, rispettivamente vincitore della Coppa Italia Primavera 2008-2009: la partita dell'8 settembre, che si celebra allo Stadio Renzo Barbera, termina 6-7 ai tiri di rigore, dopo che i tempi regolamentari si erano conclusi sul 2-2 e non vi era stata nessuna rete ai supplementari. I gol portano la firma di Daniele Conti e Stephan El Shaarawy, entrambi autori di una doppietta.
L'11 settembre 2009 si è conclusa la campagna abbonamenti, che ha fatto registrare 16.156 tessere sottoscritte: di queste, 12.327 sono stati i rinnovi e 3.829 sono stati i nuovi abbonamenti.
Le prime due partite alla ripresa del campionato sono il pareggio casalingo contro il Bari (1-1) e la sconfitta di misura in trasferta contro il Parma (1-0), risultati negativi ottenuti anche a causa di errori arbitrali puntualmente denunciati dalla società al termine della partita contro i ducali del 20 settembre. Seguiranno due pareggi: il primo per 3-3 contro la Roma nel primo turno infrasettimanale della stagione, nel quale si è visto il reparto offensivo in crescita e il primo gol di un centrocampista in campionato, Antonio Nocerino; l'altro quattro giorni dopo in trasferta con l'altra squadra capitolina, la Lazio (1-1). Dunque si assiste a una serie negativa di cinque partite senza vittorie, e con soli 6 punti in sei partite di campionato.
Dopo questa fase, la squadra inanella una serie di tre vittorie consecutive che la portano al 4º posto (la posiziona più alta raggiunta in campionato, senza considerare il primo posto in coabitazione con altre cinque squadre dopo la vittoria alla prima giornata), con le prime due intermezzate dalla sosta per la Nazionale: nell'ordine le partite sono il 2-0 casalingo del 4 ottobre contro la Juventus (reti di Cavani e Simplício), l'1-2 in trasferta contro il Livorno del 18 ottobre a sette mesi dall'ultima vittoria esterna, fatta registrare l'8 marzo contro la Fiorentina (2-0), e infine l'1-0 contro l'Udinese che viene battuto con gol allo scadere di Bovo. Questa serie viene interrotta nella serata del 29 ottobre, nel turno infrasettimanale contro l'Inter, nella quale la squadra subisce una sconfitta per 5-3.
Seguiranno poi altre tre partite senza vittoria, nell'ordine contro il Genoa in casa (0-0), il Bologna in trasferta (sconfitta per 3-1) e il Catania (1-1): a seguito di questi risultati non positivi e il dodicesimo posto in classifica lontano dalla zona Europa, il presidente Zamparini prende la decisione di sollevare il mister Zenga dall'incarico di allenatore in data 23 novembre 2009 sostituendolo con Delio Rossi, che nella stagione precedente aveva vinto la Coppa Italia con la Lazio. Rossi Porta con sé il suo staff composto dall'allenatore in seconda Fedele Limone e dal preparatore atletico Walter Vio, mentre Mario Paradisi viene confermato preparatore dei portieri.
L'esordio di Rossi avviene il 26 novembre nel Quarto turno di Coppa Italia contro la Reggina (4-1), partita in cui segnano Igor Budan due volte, Miccoli su rigore e Cavani.
La vittoria per 2-1 contro il Cagliari alla 15ª giornata - che segue la sconfitta per 1-0 della settimana precedente in trasferta a Verona contro il Chievo - interrompe la striscia di cinque partite senza vittoria, iniziata alla 10ª giornata e conclusa quindi alla 14ª. È stata la prima vittoria in campionato sotto la nuova gestione tecnica, ed è stata seguita da un'altra vittoria contro il Milan a San Siro per 2-0 con reti di Miccoli e Mark Bresciano.
L'anno solare 2009 viene chiuso da una vittoria casalinga per 1-0 ai danni del Siena (terza vittoria di fila); il girone di andata viene invece concluso con un pareggio in trasferta contro la Sampdoria (1-1) e la vittoria casalinga contro l'Atalanta (1-0). In tutte queste partite il marcatore rosanero è stato Cavani, che ha segnato quindi tre reti consecutive.
Il 14 dicembre viene giocato l'ottavo di finale di Coppa Italia contro la Lazio, con cui il Palermo perde per 2-0 venendo eliminato dalla competizione.
Il girone di ritorno si apre con un pareggio a reti bianche nel posticipo al San Paolo contro il Napoli, mentre nella giornata successiva il Palermo sconfigge la Fiorentina per 3-0 con la prima doppietta in massima serie di Abel Hernández. Con questi risultati la squadra rosanero ha inanellato sette risultati utili consecutivi (cinque successi e due pareggi), trattandosi della miglior serie utile dal ritorno in Serie A, serie interrotta con la sconfitta per 4-2 contro il Bari alla 22ª giornata nella quale Javier Pastore ha segnato la sua prima rete sia in Serie A che con la maglia del Palermo.
A seguito del ritorno alla vittoria della squadra nel successivo turno casalingo contro il Parma, la società, come successo all'andata proprio contro i ducali, ha ancora denunciato degli errori arbitrali a danno del Palermo, che nella persona di Zamparini sono stati quantificati in undici.
Successivamente sono arrivate una sconfitta contro la Roma in trasferta (4-1) e due vittorie: la prima casalinga contro la Lazio per 3-1 e la seconda in trasferta a Torino contro la Juventus per 2-0, bissando il risultato pieno ottenuto anche nella precedente stagione. Al termine di questo periodo, i giocatori rosanero convocati dalle varie formazioni Nazionali, soprattutto in vista delle amichevoli pre-Mondiali, sono nove, un record per la società.
Da questo momento in poi la compagine rosanero si piazza al quarto posto in campionato, mantenendolo per otto giornare, fino alla 34ª partita. Seguirano infatti un'altra vittoria contro il Livorno (1-0), poi una sconfitta in trasferta contro l'Udinese (3-2), poi il pareggio casalingo per 1-1 contro l'Inter, quindi alla 29ª giornata la squadra esce dallo Stadio Luigi Ferraris con un pareggio contro il Genoa per 2-2 ottenuto dai padroni di casa solo al 98' su calcio di rigore.
La squadra quindi si conferma molto solita tra le mura amiche, e più fragile in trasferta. A riprova ne sono i seguenti risultati ottenuti in casa contro il Bologna (2-1) in cui esordiscono in Serie A sia Marco Calderoni che Ondřej Čelůstka, in trasferta nel derby contro il Catania (sconfitta per 2-0), in casa contro il Chievo (vittoria per 3-1) e nuovamente in trasferta contro il Cagliari (pareggio per 2-2 con le due reti segnate nei minuti finali). Al termine di quest'ultima partita, il Palermo cala di una posizione piazzandosi al quinto posto, scavalcato dalla Sampdoria. Con la successiva vittoria casalinga contro il Milan per 3-1, il Palermo ottiene aritmeticamente la qualificazione alle coppe europee con tre giornate d'anticipo.
Segue la vittoriosa trasferta contro il Siena per 2-1, preludio dello scontro diretto alla penultima giornata contro la Sampdoria. Gli ospiti hanno due risultati su tre a loro favore, mentre il Palermo deve solo vincere: alla fine la partita termina 1-1. Alla luce di questo risultato, solo la vittoria all'ultima giornata contro l'Atalanta in contemporanea a un passo falso della Sampdoria permetterebbe l'accesso dei rosanero alla UEFA Champions League 2010-2011, ma, se la vittoria dei rosanero arriva grazie alla prima e unica doppietta stagionale di Cavani, puntualmente arriva anche la vittoria dei blucerchiati: la posizione finale del Palermo in campionato è dunque il 5º posto, raggiunto per la terza volta nella storia.
L'ottima stagione, probabilmente la migliore della storia rosanero, ha fatto registrare vari record: l'imbattibilità casalinga, il nuovo record di 65 punti totali, i 59 gol fatti come nella stagione 1950-1951, le sole 9 sconfitte come nella stagione 2004-2005 e infine le 18 vittorie totali, una in più della stagione 2008-2009. Considerando la classifica avulsa tra le prime sette classificate in campionato, ovvero le società qualificatesi alle coppe europee, il Palermo è stata la migliore squadra negli scontri diretti, trovandosi in testa a questa speciale classifica con 20 punti, uno in più di Inter e Sampdoria. Di più, l'allenatore Rossi stabilisce il miglior rendimento in carriera facendo 48 punti in sole 25 partite.
Il calciatore più presente è stato Mattia Cassani, con 37 partite giocate in campionato e 3 in Coppa Italia. Il miglior marcatore è stato Fabrizio Miccoli, con 19 reti in campionato e 22 se si comprendono anche quelle nella coppa nazionale; la coppia formata da lui ed Edinson Cavani è stata la terza per reti totali segnate.
A fine stagione sono sette i giocatori rosanero convocati nelle rispettive Nazionali, in vista del campionato mondiale di calcio 2010: il portiere Salvatore Sirigu, i difensori Mattia Cassani, Simon Kjær e Dorin Goian, i centrocampisti Javier Pastore e Mark Bresciano e l'attaccante Edinson Cavani. Tranne Sirigu, Cassani e Goian, gli altri sono tutti inseriti nelle liste per la competizione.
Da dati diffusi dalla Lega Calcio in data 19 maggio 2010, il Palermo risulta al decimo posto in relazione al numero di spettatori che hanno seguito le gare casalinghe della propria squadra: la media è di 24.978 spettatori a partita. Per quanto riguarda la percentuale di posti occupati, il Palermo si trova al nono posto con il 67.80% dei posti occupati per gli incontri casalinghi.

## Divise e sponsor
Lo sponsor tecnico per la stagione 2009-2010 e per l'ultima volta è Lotto, mentre lo sponsor ufficiale è stato, come nella stagione precedente, BetShop Italia fino all'inizio di marzo, quando è stato sostituito con Gruppo Eurobet in seguito a una rottura, maturata nel tempo, a causa della squalifica per doping di Moris Carrozzieri che ha portato la BetShop a non rispettare più gli accordi presi.
Per il secondo anno consecutivo le maglie saranno le stesse. La prima maglia, con il colletto a "V", è rosa con strisce nere sulle spalle e sul fianco e presenta cuciture in oro; la seconda maglia è bianca con dettagli rosa; la terza maglia è come la prima, con i colori opposti.
| Casa | Trasferta | Terza divisa |

## Organigramma societario
Area direttiva
- Presidente: Maurizio Zamparini
- Vice Presidente: Guglielmo Micciché
- Amministratore delegato: Rinaldo Sagramola
- Direttore generale: Mathias Greiner
- Direttore amministrativo: Daniela De Angeli
- Direttore gestione: Giuseppe Del Bianco

Area organizzativa
- Segretario generale: Roberto Felicori
- Team manager: Salvatore Francoforte

Area comunicazione
- Responsabile area comunicazione: Clara Di Palermo
- Area Comunicazione: Fabrizio Giaconia, Andrea Siracusa

Area marketing
- Area marketing: Mauro Bellante

Area tecnica
- Direttore sportivo: Walter Sabatini
- Assistenti d.s.: Luca Cattani, Frederic Massara
- Responsabile settore giovanile: Rosario Argento
- Allenatore: Walter Zenga, dal 23 novembre 2009 Delio Rossi
- Allenatore in seconda: Massimo Pedrazzini, dal 23 novembre 2009 Fedele Limone
- Preparatore atletico: Maurizio Anastasio Di Renzo, dal 23 novembre 2009 Valter Vio
- Preparatori recupero infortunati: Francesco Chinnici
- Preparatore dei portieri: Antonello Brambilla, poi Mario Paradisi[36][37]

Area sanitaria
- Responsabile sanitario: Prof. Adelfio Elio Cardinale
- Medico sociale: Dott. Roberto Matracia
- Medici: Dott. Giuliano Poser, Prof. Diego Picciotto, Dott. Giuseppe Puleo
- Fisioterapisti: Ivone Michelini, Emanuele Randelli, Anton Roy Fernandez

## Rosa[38]
| N. |                      | Ruolo | Calciatore                     |
| -- | -------------------- | ----- | ------------------------------ |
| 1  | Italia (bandiera)    | P     | Giacomo Brichetto              |
| 3  | Romania (bandiera)   | D     | Dorin Goian                    |
| 4  | Italia (bandiera)    | C     | Giovanni Tedesco               |
| 5  | Italia (bandiera)    | D     | Cesare Bovo                    |
| 6  | Argentina (bandiera) | C     | Javier Pastore                 |
| 7  | Uruguay (bandiera)   | A     | Edinson Cavani                 |
| 8  | Italia (bandiera)    | C     | Giulio Migliaccio              |
| 9  | Italia (bandiera)    | C     | Antonio Nocerino               |
| 10 | Italia (bandiera)    | A     | Fabrizio Miccoli (capitano)    |
| 11 | Italia (bandiera)    | C     | Fabio Liverani (vice capitano) |
| 13 | Italia (bandiera)    | D     | Emanuele Terranova             |
| 14 | Argentina (bandiera) | C     | Nicolás Bertolo                |
| 16 | Italia (bandiera)    | D     | Mattia Cassani                 |
| 18 | Italia (bandiera)    | C     | Guido Davì                     |
| 19 | Italia (bandiera)    | A     | Davide Succi                   |
| 20 | Croazia (bandiera)   | A     | Igor Budan                     |
| 21 | Romania (bandiera)   | D     | Cristian Melinte               |

| N. |                      | Ruolo | Calciatore          |
| -- | -------------------- | ----- | ------------------- |
| 22 | Albania (bandiera)   | A     | Edgar Çani          |
| 23 | Australia (bandiera) | C     | Mark Bresciano      |
| 24 | Danimarca (bandiera) | D     | Simon Kjær          |
| 26 | Svizzera (bandiera)  | D     | Michel Morganella   |
| 27 | Italia (bandiera)    | D     | Marco Calderoni     |
| 28 | Italia (bandiera)    | P     | Francesco Benussi   |
| 30 | Brasile (bandiera)   | C     | Fábio Simplício     |
| 42 | Italia (bandiera)    | D     | Federico Balzaretti |
| 46 | Italia (bandiera)    | P     | Salvatore Sirigu    |
| 77 | Italia (bandiera)    | C     | Daniele Conti       |
| 80 | Italia (bandiera)    | D     | Moris Carrozzieri   |
| 83 | Brasile (bandiera)   | P     | Rubinho             |
| 88 | Italia (bandiera)    | C     | Manuele Blasi       |
| 89 | Rep. Ceca (bandiera) | D     | Ondřej Čelůstka     |
| 90 | Uruguay (bandiera)   | A     | Abel Hernández      |
| 91 | Italia (bandiera)    | D     | Andrea Adamo        |
| 99 | Georgia (bandiera)   | A     | Levan Mch'edlidze   |

## Calciomercato
Gli acquisti iniziali più importanti sono stati gli argentini Javier Pastore e Nicolás Bertolo, più i vari rientri dai prestiti e le cessioni con la stessa formula dei giovani Campioni d'Italia a squadre di serie inferiori per maturare e fare esperienza.
Il 5 agosto viene ufficializzato lo scambio di portieri tra Palermo e Genoa: il Campione del Mondo Marco Amelia passa in rossoblu mentre il brasiliano Rubinho arriva in Sicilia. È il secondo scambio di portieri fatto dalla società in questa sessione di mercato, in quanto in precedenza un'altra trattativa simile era stata fatta con il Novara con lo scambio Ujkani-Giacomo Brichetto. Il giorno seguente viene acquistato il difensore della Nazionale rumena Dorin Goian.
Gli ultimi acquisti sono stati quelli di Cristian Melinte, giovane rumeno svincolato, e Manuele Blasi, centrocampista del Napoli preso alla chiusura il 31 agosto.
Nel mercato di riparazione invernale tutti i movimenti, a eccezione di quello che ha portato il poco utilizzato Davide Succi al Bologna, si cono concretizzati l'ultimo giorno utile, ovvero il 1º febbraio 2010. C'è stato lo scambio dei prestiti dei portieri Benussi-Rubinho con il Livorno e quello dei terzini Calderoni-Melinte con il Piacenza; Conti, mai utilizzato, è passato in compartecipazione all'Arezzo mentre è stato prelevato dallo Slavia Praga il terzino Ondřej Čelůstka; chiudono il quadro altre operazioni minori.

### Sessione estiva(dall'1/7 al 31/8)
| Acquisti | Acquisti                | Acquisti        | Acquisti                                 |
| R.       | Nome                    | da              | Modalità                                 |
| -------- | ----------------------- | --------------- | ---------------------------------------- |
| P        | Federico Agliardi       | Rimini          | fine prestito                            |
| P        | Giacomo Brichetto       | Novara          | prestito                                 |
| P        | Rubinho                 | Genoa           | definitivo (5 milioni €)                 |
| P        | Salvatore Sirigu        | Ancona          | fine prestito                            |
| D        | Paolo Hernán Dellafiore | Torino          | fine prestito                            |
| D        | Dorin Goian             | Steaua Bucarest | definitivo (2 milioni €)                 |
| D        | Cristian Melinte        | -               | svincolato                               |
| D        | Andrea Raggi            | Sampdoria       | fine prestito                            |
| D        | Emanuele Terranova      | Livorno         | fine prestito                            |
| C        | Nicolás Bertolo         | Banfield        | definitivo (3,7 milioni €)               |
| C        | Manuele Blasi           | Napoli          | prestito                                 |
| C        | Maurizio Ciaramitaro    | Salernitana     | fine prestito                            |
| C        | Luca Di Matteo          | Cittadella      | fine prestito                            |
| C        | Javier Pastore          | Huracán         | definitivo (4,7 milioni €)               |
| C        | Giuseppe Polito         | Vibonese        | riscatto compartecipazione               |
| C        | Nicola Rigoni           | Vicenza         | compartecipazione                        |
| A        | Edgar Çani              | Ascoli          | fine prestito                            |
| A        | Paolo Carbonaro         | Monopoli        | fine prestito                            |
| A        | Davis Curiale           | Ravenna         | fine prestito                            |
| A        | Davide Lanzafame        | Bari            | fine prestito                            |
| A        | Jerry Mbakogu           | Padova          | prestito                                 |
| A        | Davide Succi            | Ravenna         | riscatto compartecipazione (3 milioni €) |

| Cessioni | Cessioni                | Cessioni   | Cessioni                          |
| R.       | Nome                    | a          | Modalità                          |
| -------- | ----------------------- | ---------- | --------------------------------- |
| P        | Federico Agliardi       | Padova     | definitivo                        |
| P        | Marco Amelia            | Genoa      | definitivo (5 milioni €)          |
| P        | Alberto Fontana         | -          | svincolato                        |
| P        | Giuseppe Ingrassia      | Verona     | prestito                          |
| P        | Samir Ujkani            | Novara     | prestito                          |
| D        | Ciro Capuano            | Catania    | riscatto prestito (3 milioni €)   |
| D        | Alberto Cossentino      | Novara     | prestito                          |
| D        | Rosario Costantino      | Monopoli   | prestito                          |
| D        | Paolo Hernán Dellafiore | Parma      | prestito                          |
| D        | Antonio Mazzotta        | Lecce      | prestito                          |
| D        | Andrea Raggi            | Bologna    | prestito                          |
| D        | Samuele Romeo           | Lumezzane  | prestito                          |
| D        | Mirko Savini            | -          | svincolato                        |
| D        | Emanuele Terranova      | Lecce      | prestito                          |
| C        | Massimo Bonanni         | Sampdoria  | riscatto compartecipazione        |
| C        | Maurizio Ciaramitaro    | Bellinzona | prestito                          |
| C        | Luca Di Matteo          | Crotone    | prestito                          |
| C        | Roberto Guana           | Bologna    | prestito (0,5 milioni €)          |
| C        | Boško Janković          | Genoa      | riscatto prestito (3,5 milioni €) |
| C        | Giuseppe Polito         | Südtirol   | compartecipazione                 |
| C        | Salvatore Temperino     | Rimini     | prestito                          |
| C        | Antonino Tranchina      | Monopoli   | prestito                          |
| A        | Edgar Çani              | Padova     | prestito                          |
| A        | Paolo Carbonaro         | Giulianova | prestito                          |
| A        | Davis Curiale           | Cittadella | prestito                          |
| A        | Davide Lanzafame        | Parma      | prestito                          |
| A        | Gianvito Misuraca       | Vicenza    | compartecipazione                 |
| A        | Gianluca Palmiteri      | Celano     | prestito                          |

### Sessione invernale(dal 2/1 all'1/2)
| Acquisti | Acquisti            | Acquisti     | Acquisti                   |
| R.       | Nome                | da           | Modalità                   |
| -------- | ------------------- | ------------ | -------------------------- |
| P        | Andrea Caroppo      | Brescia      | prestito                   |
| D        | Marco Calderoni     | Piacenza     | prestito                   |
| D        | Ondřej Čelůstka     | Slavia Praga | prestito                   |
| D        | Ionut Florin Radu   | Chievo       | definitivo                 |
| C        | Afriyie Acquah      | D.C. United  | definitivo                 |
| C        | Giovanni Cristofari |              | svincolato                 |
| C        | Luca Di Matteo      | Crotone      | fine prestito              |
| A        | Pietro Balistrieri  | Monopoli     | riscatto compartecipazione |
| A        | Edgar Çani          | Padova       | fine prestito              |

| Cessioni | Cessioni           | Cessioni | Cessioni          |
| R.       | Nome               | a        | Modalità          |
| -------- | ------------------ | -------- | ----------------- |
| D        | Cristian Melinte   | Piacenza | prestito          |
| C        | Daniele Conti      | Arezzo   | prestito          |
| C        | Luca Di Matteo     | Vicenza  | compartecipazione |
| A        | Pietro Balistrieri | Ternana  | compartecipazione |
| A        | Edgar Çani         | Piacenza | prestito          |
| A        | Davide Succi       | Bologna  | prestito          |

## Risultati

### Serie A

#### Girone di andata
| Arbitro: | Rosetti (Torino) |

|                               |           |            |
| Cavani 43’ Miccoli 75’ (rig.) | Marcatori | 73’ Hamšík |

| Arbitro: | Orsato (Schio) |

|             |           |  |
| Jovetić 29’ | Marcatori |  |

| Arbitro: | Romeo (Verona) |

|             |           |               |
| Budan 90+1’ | Marcatori | 2’ Allegretti |

| Arbitro: | Giannoccaro (Lecce) |

|              |           |  |
| Zaccardo 17’ | Marcatori |  |

| Arbitro: | Rocchi (Firenze) |

|                                      |           |                                     |
| Budan 39’ Miccoli 45+2’ Nocerino 56’ | Marcatori | 20’ Brighi 45+1’ Burdisso 88’ Totti |

| Arbitro: | Bergonzi (Genova) |

|            |           |            |
| Zárate 85’ | Marcatori | 75’ Cavani |

| Arbitro: | Orsato (Schio) |

|                                |           |  |
| Cavani 36’ Fábio Simplício 41’ | Marcatori |  |

| Arbitro: | Tagliavento (Terni) |

|                  |           |                            |
| Danilevičius 54’ | Marcatori | 56’ Miccoli 81’ Balzaretti |

| Arbitro: | De Marco (Chiavari) |

|          |           |  |
| Bovo 87’ | Marcatori |  |

| Arbitro: | Tagliavento (Terni) |

|                                                       |           |                                |
| Eto'o 7’ (rig.), 43’ Balotelli 34’, 42’ D. Milito 83’ | Marcatori | 49’, 67’ Miccoli 61’ Hernández |

| Palermo 1º novembre 2009, ore 15:00 CET 11ª giornata | Palermo         | 0 – 0 referto | Genoa | Stadio Renzo Barbera (25.624 spett.)\| Arbitro: \| Brighi (Cesena) \| |
| Arbitro:                                             | Brighi (Cesena) |               |       |                                                                       |

| Arbitro: | Celi (Campobasso) |

|                               |           |          |
| Zalayeta 42’, 49’ Di Vaio 93’ | Marcatori | 44’ Kjær |

| Arbitro: | Romeo (Verona) |

|               |           |                 |
| Migliaccio 4’ | Marcatori | 55’ J. Martínez |

| Arbitro: | Mazzoleni (Bergamo) |

|                |           |  |
| Abbruscato 54’ | Marcatori |  |

| Arbitro: | Orsato (Schio) |

|                    |           |           |
| Budan 55’ Kjær 65’ | Marcatori | 24’ Matri |

| Arbitro: | Bergonzi (Genova) |

|  |           |                           |
|  | Marcatori | 49’ Miccoli 61’ Bresciano |

| Arbitro: | Gervasoni (Mantova) |

|            |           |  |
| Cavani 40’ | Marcatori |  |

| Arbitro: | Romeo (Verona) |

|                |           |            |
| A. Cassano 41’ | Marcatori | 40’ Cavani |

| Arbitro: | Gava (Conegliano) |

|                   |           |  |
| Cavani 69’ (rig.) | Marcatori |  |

#### Girone di ritorno
| Napoli 17 gennaio 2010, ore 20:45 CET 20ª giornata | Napoli         | 0 – 0 referto | Palermo | Stadio San Paolo (49.451 spett.)\| Arbitro: \| Orsato (Schio) \| |
| Arbitro:                                           | Orsato (Schio) |               |         |                                                                  |

| Arbitro: | Damato (Barletta) |

|                              |           |  |
| Hernández 28’, 37’ Budan 58’ | Marcatori |  |

| Arbitro: | De Marco (Chiavari) |

|                                                |           |                        |
| Bonucci 5’ Álvarez 6’ P. Barreto 61’ Koman 85’ | Marcatori | 27’ Cavani 54’ Pastore |

| Arbitro: | Pierpaoli (Firenze) |

|                                |           |              |
| Cavani 62’ Fábio Simplício 86’ | Marcatori | 72’ Biabiany |

| Arbitro: | Tagliavento (Terni) |

|                                              |           |                    |
| Brighi 33’, 62’ Júlio Baptista 53’ Riise 83’ | Marcatori | 79’ (rig.) Miccoli |

| Arbitro: | Rocchi (Firenze) |

|                                              |           |             |
| Hernández 1’ Miccoli 28’ (rig.) Nocerino 75’ | Marcatori | 78’ Kolarov |

| Arbitro: | Valeri (Roma) |

|  |           |                       |
|  | Marcatori | 59’ Miccoli 81’ Budan |

| Arbitro: | C. Russo (Nola) |

|             |           |  |
| Miccoli 81’ | Marcatori |  |

| Arbitro: | Tagliavento (Terni) |

|                                      |           |                                |
| Floro Flores 43’, 65’ K. Asamoah 68’ | Marcatori | 50’ Fábio Simplício 79’ Cavani |

| Arbitro: | Damato (Barletta) |

|            |           |                      |
| Cavani 24’ | Marcatori | 10’ (rig.) D. Milito |

| Arbitro: | Valeri (Roma) |

|                                   |           |                           |
| Bocchetti 74’ Kharja 90+7’ (rig.) | Marcatori | 33’ Hernández 78’ Pastore |

| Arbitro: | C. Russo (Nola) |

|                       |           |              |
| Miccoli 10’, 42’, 77’ | Marcatori | 37’ Adaílton |

| Arbitro: | Tagliavento (Terni) |

|                     |           |  |
| Maxi López 13’, 32’ | Marcatori |  |

| Arbitro: | Gervasoni (Mantova) |

|                              |           |              |
| Pastore 28’ Miccoli 39’, 53’ | Marcatori | 18’ de Paula |

| Arbitro: | Rocchi (Firenze) |

|                    |           |                             |
| Cossu 27’ Jeda 86’ | Marcatori | 88’ Miccoli 90+4’ Hernández |

| Arbitro: | Romeo (Verona) |

|                                   |           |             |
| Bovo 9’ Hernández 18’ Miccoli 69’ | Marcatori | 54’ Seedorf |

| Arbitro: | Brighi (Cesena) |

|            |           |                        |
| Calaiò 80’ | Marcatori | 24’ Cavani 58’ Miccoli |

| Arbitro: | Rosetti (Torino) |

|                    |           |                    |
| Miccoli 68’ (rig.) | Marcatori | 54’ (rig.) Pazzini |

| Arbitro: | Rocchi (Firenze) |

|              |           |                          |
| Ceravolo 48’ | Marcatori | 12’, 90+3’ (rig.) Cavani |

### Coppa Italia

#### Turni preliminari
| Arbitro: | Ciampi (Roma) |

|                                                        |           |               |
| Miccoli 33’ (rig.), 35’ Fábio Simplício 52’ Cavani 70’ | Marcatori | 22’, 79’ Arma |

| Arbitro: | Bergonzi (Genova) |

|                                              |           |           |
| Miccoli 28’ (rig.) Cavani 56’ Budan 70’, 75’ | Marcatori | 48’ Volpi |

#### Fase finale
| Arbitro: | Tagliavento (Terni) |

|                          |           |  |
| Kolarov 57’ Floccari 74’ | Marcatori |  |

## Statistiche

### Statistiche di squadra
| Competizione | Punti | In casa | In casa | In casa | In casa | In casa | In casa | In trasferta | In trasferta | In trasferta | In trasferta | In trasferta | In trasferta | Totale | Totale | Totale | Totale | Totale | Totale | DR  |
| Competizione | Punti | G       | V       | N       | P       | Gf      | Gs      | G            | V            | N            | P            | Gf           | Gs           | G      | V      | N      | P      | Gf     | Gs     | DR  |
| ------------ | ----- | ------- | ------- | ------- | ------- | ------- | ------- | ------------ | ------------ | ------------ | ------------ | ------------ | ------------ | ------ | ------ | ------ | ------ | ------ | ------ | --- |
| Serie A      | 65    | 19      | 13      | 6       | 0       | 34      | 14      | 19           | 5            | 5            | 9            | 23           | 32           | 38     | 18     | 11     | 9      | 59     | 47     | +12 |
| Coppa Italia |       | 2       | 2       | 0       | 0       | 8       | 3       | 1            | 0            | 0            | 1            | 0            | 2            | 3      | 2      | 0      | 1      | 8      | 5      | +3  |
| Totale       |       | 21      | 15      | 6       | 0       | 42      | 17      | 20           | 5            | 5            | 10           | 25           | 35           | 41     | 20     | 11     | 10     | 67     | 52     | +15 |

### Andamento in campionato
| Giornata  | 1 | 2  | 3 | 4  | 5  | 6  | 7  | 8 | 9 | 10 | 11 | 12 | 13 | 14 | 15 | 16 | 17 | 18 | 19 | 20 | 21 | 22 | 23 | 24 | 25 | 26 | 27 | 28 | 29 | 30 | 31 | 32 | 33 | 34 | 35 | 36 | 37 | 38 |
| --------- | - | -- | - | -- | -- | -- | -- | - | - | -- | -- | -- | -- | -- | -- | -- | -- | -- | -- | -- | -- | -- | -- | -- | -- | -- | -- | -- | -- | -- | -- | -- | -- | -- | -- | -- | -- | -- |
| Luogo     | C | T  | C | T  | C  | T  | C  | T | C | T  | C  | T  | C  | T  | C  | T  | C  | T  | C  | T  | C  | T  | C  | T  | C  | T  | C  | T  | C  | T  | C  | T  | C  | T  | C  | T  | C  | T  |
| Risultato | V | P  | N | P  | N  | N  | V  | V | V | P  | N  | P  | N  | P  | V  | V  | V  | N  | V  | N  | V  | P  | V  | P  | V  | V  | V  | P  | N  | N  | V  | P  | V  | N  | V  | V  | N  | V  |
| Posizione | 3 | 10 | 8 | 13 | 13 | 15 | 10 | 7 | 4 | 7  | 10 | 11 | 12 | 14 | 13 | 13 | 7  | 9  | 7  | 6  | 5  | 6  | 5  | 7  | 6  | 4  | 4  | 4  | 4  | 4  | 4  | 4  | 4  | 5  | 5  | 5  | 5  | 5  |

Legenda:

Luogo: C = Casa; T = Trasferta. Risultato: V = Vittoria; N = Pareggio; P = Sconfitta.

### Statistiche dei giocatori[52]
| Giocatore       | Serie A  | Serie A | Serie A     | Serie A    | Coppa Italia | Coppa Italia | Coppa Italia | Coppa Italia | Totale   | Totale | Totale      | Totale     |
| Giocatore       | Presenze | Reti    | Ammonizioni | Espulsioni | Presenze     | Reti         | Ammonizioni  | Espulsioni   | Presenze | Reti   | Ammonizioni | Espulsioni |
| --------------- | -------- | ------- | ----------- | ---------- | ------------ | ------------ | ------------ | ------------ | -------- | ------ | ----------- | ---------- |
| A. Adamo        | 0        | 0       | 0           | 0          | 0            | 0            | 0            | 0            | 0        | 0      | 0           | 0          |
| F. Balzaretti   | 34       | 1       | 2           | -          | 2            | 0            | -            | -            | 36       | 1      | 2           | -          |
| F. Benussi      | 0        | -0      | -           | -          | -            | -            | -            | -            | 0        | -0     | -           | -          |
| N. Bertolo      | 21       | 0       | -           | -          | 2            | 0            | -            | -            | 23       | 0      | -           | -          |
| M. Blasi        | 14       | 0       | 2           | -          | 1            | 0            | -            | -            | 15       | 0      | 2           | -          |
| C. Bovo         | 29       | 2       | 4           | -          | 3            | 0            | -            | -            | 32       | 2      | 4           | -          |
| M. Bresciano    | 18       | 1       | -           | -          | 2            | 0            | -            | -            | 20       | 1      | -           | -          |
| G. Brichetto    | 0        | -0      | 0           | 0          | 0            | -0           | 0            | 0            | 0        | -0     | 0           | 0          |
| I. Budan        | 30       | 5       | 2           | -          | 1            | 2            | -            | -            | 31       | 7      | 2           | -          |
| M. Calderoni    | 1        | 0       | -           | -          | -            | -            | -            | -            | 1        | 0      | -           | -          |
| E. Çani         | 0        | 0       | 0           | 0          | 0            | 0            | 0            | 0            | 0        | 0      | 0           | 0          |
| M. Carrozzieri  | 0        | 0       | 0           | 0          | 0            | 0            | 0            | 0            | 0        | 0      | 0           | 0          |
| M. Cassani      | 37       | 0       | 1           | -          | 3            | 0            | -            | -            | 40       | 0      | 1           | -          |
| E. Cavani       | 34       | 13      | 2           | -          | 3            | 2            | -            | -            | 37       | 15     | 2           | -          |
| O. Čelůstka     | 1        | 0       | -           | -          | -            | -            | -            | -            | 1        | 0      | -           | -          |
| D. Conti        | 0        | 0       | 0           | 0          | 0            | 0            | 0            | 0            | 0        | 0      | 0           | 0          |
| G. Davì         | 0        | 0       | 0           | 0          | 0            | 0            | 0            | 0            | 0        | 0      | 0           | 0          |
| Fábio Simplício | 27       | 3       | 1           | -          | 3            | 1            | -            | -            | 30       | 4      | 1           | -          |
| D. Goian        | 14       | 0       | 1           | -          | 0            | 0            | 0            | 0            | 14       | 0      | 1           | 0          |
| A. Hernández    | 21       | 7       | -           | -          | 1            | 0            | -            | -            | 22       | 7      | -           | -          |
| S. Kjær         | 35       | 2       | 4           | -          | 3            | 0            | -            | -            | 38       | 2      | 4           | -          |
| F. Liverani     | 21       | 0       | -           | -          | 2            | 0            | -            | -            | 23       | 0      | -           | -          |
| L. Mch'edlidze  | 2        | 0       | -           | -          | 0            | 0            | 0            | 0            | 2        | 0      | 0           | 0          |
| C. Melinte      | 2        | 0       | -           | -          | 1            | 0            | -            | -            | 3        | 0      | -           | -          |
| F. Miccoli      | 35       | 19      | 1           | -          | 3            | 3            | -            | -            | 38       | 22     | 1           | -          |
| G. Migliaccio   | 30       | 1       | 2           | -          | 2            | 0            | -            | -            | 32       | 1      | 2           | -          |
| M. Morganella   | 0        | 0       | 0           | 0          | 0            | 0            | 0            | 0            | 0        | 0      | 0           | 0          |
| A. Nocerino     | 35       | 2       | 1           | -          | 3            | 0            | -            | -            | 38       | 2      | 1           | -          |
| J. Pastore      | 34       | 3       | 2           | -          | 3            | 0            | -            | -            | 37       | 3      | 2           | -          |
| Rubinho         | 6        | -8      | 1           | -          | 2            | -3           | -            | -            | 8        | -11    | 1           | -          |
| S. Sirigu       | 32       | -39     | -           | -          | 1            | -2           | -            | -            | 33       | -41    | -           | -          |
| D. Succi        | 6        | 0       | -           | -          | 0            | 0            | 0            | 0            | 6        | 0      | 0           | 0          |
| G. Tedesco      | 4        | 0       | -           | -          | 1            | 0            | -            | -            | 5        | 0      | -           | -          |
| E. Terranova    | 0        | 0       | 0           | 0          | 0            | 0            | 0            | 0            | 0        | 0      | 0           | 0          |